# Zhang Huailu
Św. Zhang Huailu (chiń. 張懷祿) (ur. 1843 r. w Zhugedian, Hebei w Chinach – zm. 9 lipca 1900 r. tamże) – święty Kościoła katolickiego, katechumen, męczennik.

## Życiorys
Zhang Huailu urodził się we wsi Zhugedian w powiecie Hengshui, prowincja Hebei. We wsi była stacja misyjna i sześć lub siedem rodzin katolickich. Rodzina Zhang Huailu była przeciwna jego pragnieniu zostania chrześcijaninem. Robili wszystko, żeby go powstrzymać. Mimo to w 1900 r. zaczął uczęszczać na lekcje katechizmu. Ponieważ jednak miał słabą pamięć, miał trudności z nauczeniem się modlitw.
Podczas powstania bokserów doszło w Chinach do prześladowań chrześcijan. W czerwcu tego samego roku miejscowi przestępcy postanowili skorzystać na powstaniu i szantażowali katolików, wymuszając haracz. Również Zhang Huailu zapłacił swój udział jako katechumen. Kupiony spokój nie trwał długo. 9 czerwca 1900 r. do wsi przybyła grupa powstańców szukająca katolików, żeby ich zabić. Wcześniej ostrzeżeni chrześcijanie opuścili wieś. Ponieważ Zhang Huailu był stary i powolny, został złapany i przyprowadzony z powrotem. Zaproponowano mu zapłacenie okupu w zamian za wolność. Przestępcy, którzy już wcześniej zebrali pieniądze, powiedzieli powstańcom, że Zhang Huailu nawet nie potrafi modlitw katolickich i w związku z tym nie jest chrześcijaninem, więc należy go wypuścić. Jednak Zhang Huailu zapytał: Jeżeli nie jestem katolikiem to dlaczego wzięliście ode mnie pieniądze, żeby zapewnić mi wolność? To przekonało dowódcę powstańców, że ma do czynienia z chrześcijaninem. Powalił go na ziemię i odciął mu głowę.

## Dzień wspomnienia
9 lipca w grupie 120 męczenników chińskich.

## Proces beatyfikacyjny i kanonizacyjny
Został beatyfikowany 17 kwietnia 1955 r. przez Piusa XII w grupie Leon Mangin i 55 Towarzyszy. Kanonizowany w grupie 120 męczenników chińskich 1 października 2000 r. przez Jana Pawła II.